# Aboilomimus
Aboilomimus is een geslacht van rechtvleugeligen uit de familie Prophalangopsidae. De wetenschappelijke naam van dit geslacht is voor het eerst geldig gepubliceerd in 2001 door Gorochov.

## Soorten
Het geslacht Aboilomimus omvat de volgende soorten:
- Aboilomimus guizhouensis Liu, Zhou, Bi & Tang, 2009
- Aboilomimus sichuanensis Gorochov, 2001